# Luce virtuale
Luce virtuale (Virtual Light) è un romanzo di fantascienza cyberpunk di William Gibson pubblicato nel 1993. È il primo libro della cosiddetta Trilogia del ponte.
Il termine "luce virtuale", ripreso nel titolo, è stato coniato dallo scienziato Stephen Beck per descrivere uno strumento che produce sensazioni ottiche senza l'impiego di fotoni.

## Trama
San Francisco, anno 2005. Chevette Washington è una ciclista corriere in un mondo dominato dallo scambio virtuale di dati, si guadagna da vivere consegnando i beni e le informazioni secondo la "vecchia maniera", per proteggerli dagli hacker.
Durante una consegna, infastidita da un uomo arrogante, riesce ad impadronirsi dei suoi occhiali LV, che lei non riesce ad usare all'inizio. Gli LV, sono particolari occhiali, in grado di ricreare una realtà virtuale nella corteccia visiva di chi li sta indossando.
Chevette non sa che molte persone sono disposte a uccidere e inseguirla sino al Ponte, il rifugio per coloro che hanno perso tutti i loro beni a seguito del Big One. Chevette troverà un alleato in un ex poliziotto, la cui vita è stata distrutta da un attacco hacker; tuttavia la loro strada sarà disseminata da violenze, omicidi e ricatti.

## Edizioni
- William Gibson, Virtual Light, Viking Press, 1993, ISBN 978-0-14-015772-7.
- William Gibson, Luce Virtuale, traduzione di Delio Zinoni, IperFICTION, Interno Giallo, Arnoldo Mondadori Editore, 1994,  p. 260, ISBN 88-04-38470-0.